# Димитър Петков (футболист)
Вижте пояснителната страница за други личности с името Димитър Петков.
Димитър Петков е български футболист, полузащитник, състезател на третодиизионния румънски „Дачия Унирея“ (Браила).

## Футболна кариера
Роден е на 24 август 1987 година в Благоевград. Започва да тренира в известната ДЮШ на Пирин, но е привлечен в школата на столичния гранд ПФК ЦСКА (София). През 2007 година подписва договор с ЦСКА. В началото на 2009 година е преотстъпен в отбора на Ботев (Пловдив), където изиграва 4 мача.
През лятото на 2009 г. е преотстъпен в Локомотив (Мз), където остава в продължение на един сезон. От лятото на 2010 г. е състезател на Черно море до декември 2011 г., когато е освободен от отбора на „моряците“ и преминава във втородивизионния тим на Бдин (Видин). След като видинчани не успяват да се класират за А група и финасовият крах в отбора, довел до изпадането му в окръжните групи, Петков се присъединява към тима на Монтана, като в пробния период отбелязва и гол в контрола срещу Чавдар (Етрополе). Прави дебют в мач от първенството на А ФГ, срещу Славия (София), загубен с 1 – 2 на 18 август 2012 година. През 2013 година изиграва един полусезон в грузинския тим ФК Зестапони и през есенния полусезон преминава в кипърския тим Арис (Лимасол).

## Съдебна победа
През 2010 година става известен със спечелването на дело срещу мениджъра си Емил Данчев, за възможността на професионалните футболисти да могат сами да преговарят с други клубове и да не плащат процент на мениджърите си при успешни такива.